# 色計
《色計》（法語：Anthony Zimmer）是一部2005年上映的法国浪漫惊悚片，由杰罗姆·萨尔（Jérôme Salle）编剧并执导，苏菲·玛索、伊万·阿达勒和萨米·弗雷（Sami Frey）主演。影片主要以法国南部为背景，讲述了一位智商极高的罪犯，因受到国际警方和俄罗斯黑手党的追捕而进行了大规模整形手术，致使连自己的女友都无法辨认，于是女友在火车上寻找一位毫不知情的陌生人协助她追踪男友。电影在巴黎第12区的里昂車站、戛纳的卡尔顿酒店、尼斯的内格雷斯科酒店、巴利阿里群島的伊维萨岛，以及巴黎-尼斯的高速列车上实地拍摄。
《色計》于2005年4月27日在法国上映，获得了评论界的普遍好评。《综艺》称其“高于平均水平”，《城市电影档案》评价其为“一部讲述得很好的好故事，结局精彩反转”，《墙上的阴影》则称其为“一部特别精致、具有希治閣风格的奇幻旅程”。影片在票房方面也表现不俗，在法国共售出774,469张电影票，全球票房最终达到630万美元。作为导演处女作，杰罗姆·萨尔还因此获得了凯撒奖最佳处女作影片提名。

## 剧情
安东尼·齐默是一位天才型的职业罪犯，因其独特的洗錢手法而被全球警方通缉。他利用空壳公司对法国以外的企业提起诉讼，从而实现合法的资金清洗。与此同时，他也受到曾与其有过交易的强大俄羅斯黑手黨组织——“白领大亨”的追杀。然而，齐默行踪飘忽不定，且在最近接受整形手术后，无人知晓他的真实外貌。唯一接近真相的，是一位名叫阿克曼的出色侦探；他知道齐默一定会冒险与其旧爱基娅拉·曼佐尼重聚，而她自齐默整形以来便未再见过他。
基娅拉预感到齐默将与她重逢，于是前往一家餐厅，收到男友的讯息，叫她找上一位与其身形相仿的陌生人，以误导追踪者。她搭乘TGV高速列车，选中了一位名叫弗朗索瓦·泰扬迪耶的38岁平凡译者，此人喜欢读侦探小说，半年前刚与妻子分手。面对这位神秘又美丽的女子，弗朗索瓦难以专心吃酸奶或读书。抵达戛纳后，基娅拉邀请他入住卡尔顿酒店，送他一块刻有“安东尼·齐默”名字的手表。
次日清晨，弗朗索瓦醒来发现基娅拉已离开，自己却成为两名杀手的目标。他仓皇逃跑，最终在附近警察局寻求庇护，结识了卡梅尔·德里斯中尉，对方为他提供衣物和医院客房。德里斯发现基娅拉当天已退房，酒店现已被“白领大亨”组织及其头目纳萨耶夫占据。在看到酒店房间里的弹孔后，德里斯相信了弗朗索瓦的说法。然而，当晚德里斯就被谋杀。
发现纳萨耶夫一伙出现在自己房间外后，弗朗索瓦逃出意外再次遇见基娅拉。她将他带到尼斯的一个秘密藏身处，解释道之所以选中他，是因为他的身形与齐默相似，劝他暂时躲几天。次日，弗朗索瓦不甘心，出门尾随基娅拉来到内格雷斯科酒店外，希望从她口中获取更多真相。不久，他被警方逮捕，由阿克曼审问。阿克曼透露，基娅拉其实是一名法国国内情报总局（DGDDI）卧底特工。当天夜里，阿克曼与基娅拉秘密会面，商讨齐默透过一则密文广告安排的会面地点。他告知基娅拉将前往约定地点，而他会在附近监视弗朗索瓦。
阿克曼带人将弗朗索瓦控制，安排狙击手埋伏于齐默的旧宅周围。基娅拉进入大宅，面对纳萨耶夫及其手下，对方威胁说若齐默五分钟内不现身，便杀死她。弗朗索瓦冲进大宅试图救她，却立刻被按倒在地。基娅拉坚称他并非齐默，但遭纳萨耶夫无视。危急时刻，她发出暗号，狙击手应声击毙了俄罗斯黑帮分子。
警察清理现场尸体后，弗朗索瓦向基娅拉坦白，自己正是安东尼·齐默。尽管知道她是特工，他却拒绝逃跑。他打开隐藏保险柜，取出一本记录其银行账户的笔记本，将其放于门口，作为放弃罪犯身份的象征，只为所爱之人。知晓他的牺牲后，基娅拉决定隐瞒其真实身份，最终两人一同驱车离开。

## 演员
- 苏菲·玛索（Sophie Marceau）饰 基娅拉·曼佐尼（Chiara Manzoni）
- 伊万·阿达勒（Yvan Attal）饰 弗朗索瓦·泰扬迪耶 / 安东尼·齐默（François Taillandier / Anthony Zimmer）
- 萨米·弗雷（Sami Frey）饰 阿克曼（Akerman）
- 吉尔·勒卢什（Gilles Lellouche）饰 米勒（Müller）
- 丹尼尔·奥尔布里奇斯基（Daniel Olbrychski）饰 纳萨耶夫（Nassaiev）
- 萨米尔·盖斯米（Samir Guesmi）饰 卡梅尔·德里斯中尉（Lt. Camel Driss）
- 迪米特里·拉托（Dimitri Rataud）饰 佩雷兹（Perez）
- 尼基·马尔博特（Nicky Marbot）饰 海关官员1（Douanier 1）
- 奥利维耶·谢纳瓦（Olivier Chenevat）饰 海关官员2（Douanier 2）
- 阿尔班·卡斯特曼（Alban Casterman）饰 年轻海关官员（Jeune Douanier）
- 克里斯托夫·奥当（Christophe Odent）饰 委员会主席（Président Commission）
- 吕克·沙维（Luc Chavy）饰 委员会成员（Membre Commission）
- 理查德·德莱斯特（Richard Delestre）饰 卡尔顿酒店房务经理（Room Manager Carlton）
- 扬·德·蒙特诺（Yann de Monterno）饰 卡尔顿酒店服务员（Serveur Carlton）
- 洛朗·克吕格（Laurent Klug）饰 神秘男子（Homme Discret）
- 何塞·富马纳尔（José Fumanal）饰 内格雷斯科酒店接待员（Réceptionniste Negresco）
- 蒂埃里·昂贝尔（Thierry Humbert）饰 尼斯咖啡店男侍（Garçon de café Nice）
- 马尔克·迪亚比拉（Marc Diabira）饰 公交检票员（Contrôleur Bus）
- 阿兰·菲格拉尔兹（Alain Figlarz）饰 出租车海关官员（Douanier Taxi）
- 伊夫·佩奈（Yves Penay）饰 酒店接待员（Réceptionniste Hotel）
- 奥利维耶·布罗谢里欧（Olivier Brocheriou）饰 扫描室护士（Infirmier Scanner）
- 弗雷德里克·韦斯（Frédéric Vaysse）饰 TGV列车检票员（Contrôleur TGV）
- 克里斯托夫·马胡多（Christophe Mahoudeaux）饰 TGV列车乘务员（Steward TGV）
- 阿尔诺·迪勒里（Arnaud Duléry）饰 蓝色列车男侍（Garçon Train Bleu）
- 奥雷利安·热古（Aurélien Jegou）饰 年轻蓝色列车男侍（Jeune Garçon Train Bleu）
- 格温艾尔·克洛斯（Gwenaël Clause）饰 便衣警察（Policier Civil）
- 皮埃尔·鲁塞尔（Pierre Rousselle）饰 纳萨耶夫手下（Homme Nassaiev）
- 帕特里克·雅凯（Patrick Jacquet）饰 纳萨耶夫手下（Homme Nassaiev）
- 瓦莱里·诺维考（Valery Novikau）饰 纳萨耶夫手下（Homme Nassaiev）
- 尼古拉斯·塔列夫（Nicolas Tarev）饰 纳萨耶夫手下（Homme Nassaiev）

## 制作

### 拍摄地点
《色計》在法国多个实地取景地拍摄，包括巴黎第12区的里昂車站、戛纳的卡尔顿酒店、尼斯盎格鲁街37号的内格雷斯科酒店，以及巴黎至尼斯的TVG高速列车。影片中安东尼·齐默别墅的场景，则是在西班牙巴利阿里群島的伊维萨岛阿瓜布兰卡区域拍摄的。

## 发行
《色計》于2005年4月27日在法国院线上映。同年，该片发行了DVD版本。

## 翻拍
该片后来被翻拍为《機密邂逅》，由弗洛里安·亨克爾·馮·杜能斯馬克执导，強尼·戴普、安吉丽娜·朱莉、保羅·彼特尼和蒂莫西·道尔顿主演。翻拍片于2010年2月23日在巴黎开拍，同年12月10日上映。尽管票房表现不俗，并在第68屆金球獎“音乐/喜剧类”中获得最佳影片、最佳男主角和最佳女主角三项提名，但总体上仍遭遇了评论界的大量负面评价。